# Chinese pnoepyga
De Chinese pnoepyga (Pnoepyga albiventer mutica)  is een zangvogel uit de familie van de Pnoepygidae. De vogel werd in 2013 als aparte soort afgesplitst van de schubborstpnoepyga (P. albiventer). Bij later onderzoek bleek twijfel te bestaan over de soortstatus van dit taxon.

## Kenmerken
Het is een klein vogeltje met een korte staart die voorkomt in het zuiden en midden van China. 